# Sergio Navarro Rodríguez
Sergio Raúl Navarro Rodríguez (Santiago, Chile, 20 de febrero de 1936) es un exfutbolista y exentrenador chileno. Fue el capitán y lateral izquierdo de la selección chilena que clasificó tercera en el Mundial de 1962.
Además fue parte del llamado Ballet Azul con el club Universidad de Chile en los años 1960. También jugó en Colo-Colo y Unión Española.
Nacido en el Barrio Yungay de Santiago, en el año 1952 jugaba hockey patín en Ferrobádminton, hasta que un amigo lo invitó a jugar a fútbol. Se hizo socio del club Osvaldo Poblete y fue ahí en donde Luis Álamos, el entrenador del club Universidad de Chile en 1953, lo invitó a formar parte de los juveniles del club. En el año 1955 debutó por la «U» en un encuentro frente a Palestino, que ganaron los azules por 5:4.
En la Universidad de Chile conseguiría el título en tres oportunidades para después pasar por Colo-Colo y finalmente retirarse en Unión Española.
Su carrera como DT comienza el año 1968 en Unión Española, equipo que sólo dirigió por siete fechas, hasta el mes de abril. Ese mismo año, a finales del mes de mayo, es contratado como entrenador de San Luis.

## Trayectoria

### En Universidad de Chile
En 1953 se incorpora a los juveniles de la "U", para debutar profesionalmente en 1955 contra Palestino en un apretado partido que terminaría con un resultado 5:4 a favor de los azules.
A lo largo de su carrera en Universidad de Chile lograría los Campeonatos de 1959, 1962 y 1964; y los Subcampeonatos en los años 1957, 1961 y 1963, además de representar en este periodo a la Selección Chilena en el Mundial de 1962, como capitán.

### En Colo-Colo
Estuvo ligado a la Institución alba en tres oportunidades: Muy joven, en los años 1948 y 1949 en el Hockey en Patín; como futbolista, en dos temporadas desde 1965 a 1966, cumpliendo como mejor campaña el Subcampeonato de 1966; y finalmente como Director Técnico, al finalizar el año 1977, en reemplazo de Ferenc Puskas, además de la temporada de 1978

### En Unión Española
Llega al club hispano en 1967 para jugar una campaña regular, sin lograr los triunfos de sus clubes anteriores finalmente se retira en 1968.

## Selección nacional
Fue seleccionado entre 1957 y 1962, registrando 42 encuentros entre oficiales y amistosos, disputando las clasificatorias  para el Mundial de Suecia contra Argentina y Bolivia, participando además de la Copa O'Higgins frente a Brasil y de la gira de la selección por Europa. En el año 1961 en un encuentro frente al seleccionado de Perú fue nombrado capitán de la selección.

### Participaciones en Copas del Mundo
| Mundial                        | Sede  | Resultado    | PJ |
| ------------------------------ | ----- | ------------ | -- |
| Copa Mundial de Fútbol de 1962 | Chile | Tercer lugar | 4  |

#### Participaciones en Clasificatorias a Copas del Mundo
| Eliminatorias             | País   | Resultado | Posición    | PJ |
| ------------------------- | ------ | --------- | ----------- | -- |
| Eliminatorias Suecia 1958 | Suecia | Eliminado | 3.º Grupo 2 | 1  |

#### Participaciones en Copa América
| Copa              | Sede      | Resultado | Partidos |
| ----------------- | --------- | --------- | -------- |
| Copa América 1959 | Argentina | Quinto    | 6        |

## Estadísticas

### Clubes

#### Como futbolista
| Club                 | País  | Año       |
| -------------------- | ----- | --------- |
| Universidad de Chile | Chile | 1955-1964 |
| Colo-Colo            | Chile | 1965-1966 |
| Unión Española       | Chile | 1967-1968 |

#### Como entrenador
| Club                  | País  | Año       |
| --------------------- | ----- | --------- |
| Unión Española        | Chile | 1968      |
| San Luis              | Chile | 1968      |
| Magallanes            | Chile | 1973-1974 |
| Aviación              | Chile | 1976      |
| Colo-Colo             | Chile | 1977-1978 |
| Naval                 | Chile | 1978      |
| Curicó Unido          | Chile | 1979-1980 |
| Iberia                | Chile | 1982      |
| Deportes Puerto Montt | Chile | 1983-1984 |
| Deportes Antofagasta  | Chile | 1985      |

## Palmarés

### Torneos nacionales oficiales
| Título           | Club                 | País  | Año  |
| ---------------- | -------------------- | ----- | ---- |
| Primera División | Universidad de Chile | Chile | 1959 |
| Primera División | Universidad de Chile | Chile | 1962 |
| Primera División | Universidad de Chile | Chile | 1964 |

### Torneos internacionales oficiales
| Título                       | Equipo             | Sede  | Año  |
| ---------------------------- | ------------------ | ----- | ---- |
| 3.er lugar Copa Mundial 1962 | Selección de Chile | Chile | 1962 |

### Distinciones individuales
| Distinción                                                                                           | Año  |
| --- | ---- |
| Mejor lateral izquierdo del fútbol chileno                                                           | 1959 |
| Mejor lateral izquierdo del fútbol chileno                                                           | 1960 |
| Mejor lateral izquierdo del fútbol chileno                                                           | 1961 |
| Cóndor de Bronce al mejor deportista del fútbol profesional                                          | 1961 |
| Mejor lateral izquierdo del fútbol chileno                                                           | 1962 |
| Mejor lateral izquierdo del fútbol chileno                                                           | 1963 |
| Homenaje por logro del 3° lugar en el mundial de 1962                                                | 2012 |
| Incluido en el 11 ideal de la historia de Universidad de Chile en votación de hinchas por La Tercera | 2013 |
| Incluido en el 11 ideal del Ballet Azul por Universidad de Chile                                     | 2014 |
| Incluido en el mejor equipo chileno de todos los tiempos por El Mercurio                             | 2015 |
| Incluido dentro de las 50 mejores figuras históricas de Universidad de Chile por AS.com              | 2016 |
| Homenaje por logro del 3° lugar en el mundial de 1962 por Presidente de Chile                        | 2017 |
| Incluido en el 11 ideal de todos los tiempos de Universidad de Chile por El Mercurio                 | 2018 |
| Premio "Sergio Livingston" por logro del 3° lugar en el mundial de 1962                              | 2018 |
| Homenaje a la trayectoria por Universidad de Chile                                                   | 2019 |